# Joffre Peak
Joffre Peak är en bergstopp i Kanada.   Den ligger i provinsen British Columbia, i den sydvästra delen av landet, 3 500 km väster om huvudstaden Ottawa. Toppen på Joffre Peak är 2 301 meter över havet.
Terrängen runt Joffre Peak är huvudsakligen bergig, men österut är den kuperad. Trakten runt Joffre Peak är nära nog obefolkad, med mindre än två invånare per kvadratkilometer.. Det finns inga samhällen i närheten. 
I omgivningarna runt Joffre Peak växer i huvudsak barrskog.